# Любовен филм
„Любовен филм“ (на унгарски: Szerelmesfilm) е унгарски филм от 1970 година, драма на режисьора Ищван Сабо по негов собствен сценарий.
Сюжетът проследява отношенията между мъж и жена от общото им детство по време на Втората световна война през младежките им години при налагането на комунистическия режим, нейната емиграция след разгрома на Унгарското въстание до срещата им при негово посещение във Франция през 60-те години и кореспонденцията между тях, след като създават свои отделни семейства. Главните роли се изпълняват от Андраш Балинт, Юдит Халас, Едит Келемен, Андраш Самошфалви.